# Ofensiva no Vistula–Oder
Ofensiva no Vistula–Oder foi uma operação do Exército Vermelho na Frente Oriental do teatro europeu da Segunda Guerra Mundial. Teve início em 12 de janeiro e foi concluída com sucesso em 2 de fevereiro de 1945. Em menos de um mês, os soviéticos atravessaram a linha polaca do rio Vístula e cruzaram o rio Oder, na Alemanha, cerca de setenta quilômetros da capital Berlim.
As tropas da União Soviética, lideradas por Gueorgui Júkov e Ivan Konev, contaram com mais de dois milhões de soldados, enfrentando defesa de 450 000 alemães.
A Ofensiva no Vistula–Oder foi uma grande vitória do Exército Soviético. Em questão de dias as forças envolvidas avançaram centenas de quilômetros, tomando boa parte da Polônia e atacando os alemães dentro das fronteiras do próprio Reich. A batalha destroçou o Grupo de Exércitos A e colocou em dúvida a capacidade do Exército Alemão de impor uma resistência efetiva. Contudo, o ímpeto das defesas alemãs em Silésia e na Pomerânia, além da luta contínua e feroz na Prússia oriental, acabou por adiar os planos para um ataque direto a Berlim, onde a Wehrmacht conseguira reunir tropas e montar uma boa defesa nas cercanias da cidade.